# Ballads and Memories
Albums de Globe
Lights 2
(2002) Level 4
(2003)
Compilations par Globe
8 Years (...)
(2002)
Ballads and Memories (en fait titré : « Ballads & Memories ») est le troisième album compilation du groupe Globe, présenté comme une sélection de ses meilleures ballades.

## Présentation
L'album, coécrit, composé et coproduit par Tetsuya Komuro, sort au format CD le 26 décembre 2002 au Japon sur le label Avex Globe de la compagnie Avex, huit mois après le précédent album original du groupe, Lights 2, mais un mois seulement après sa précédente compilation 8 Years: Many Classic Moments. Il atteint la 13e place du classement des ventes de l'Oricon, et reste classé pendant neuf semaines. C'est alors l'album le moins vendu du groupe, exceptant l'album de remix Global Trance 2.
L'album compile dans l'ordre chronologique treize chansons du groupe de genre ballades déjà parues sur ses sept albums originaux sortis jusqu'alors, dont six également sorties en singles. L'une d'elles, Departures, est cependant remixée pour la compilation et est placée en fin d'album ; elle figurait déjà sur la compilation précédente dans sa version originale.

## Liste des titres
Toutes les chansons sont écrites, composées et arrangées par Tetsuya Komuro, sauf n°7, 8 et 9 écrites par Keiko ; elles sont coécrites avec Marc, sauf n°1 et 7 à 10.
| CD    | CD                                                          | CD                                           | CD    | CD | CD | CD | CD | CD | CD |
| No    | Titre                                                       | Origine                                      | Durée |    |    |    |    |    |    |
| ----- | ----------------------------------------------------------- | -------------------------------------------- | ----- | -- | -- | -- | -- | -- | -- |
| 1.    | Precious Memories                                           | De l'album Globe                             | 6:13  |    |    |    |    |    |    |
| 2.    | Can't Stop Fallin' in Love                                  | 7e single / album Faces Places               | 5:49  |    |    |    |    |    |    |
| 3.    | I'm Still Alone (I'm still alone)                           | De l'album Love Again                        | 5:41  |    |    |    |    |    |    |
| 4.    | Open Wide                                                   | De l'album Love Again                        | 5:12  |    |    |    |    |    |    |
| 5.    | Wanderin' Destiny                                           | 11e single / album Love Again                | 6:14  |    |    |    |    |    |    |
| 6.    | Sa Yo Na Ra                                                 | 14e single / album Relation                  | 5:17  |    |    |    |    |    |    |
| 7.    | Like a Snowy Kiss (like a snowy kiss)                       | De l'album Relation                          | 4:40  |    |    |    |    |    |    |
| 8.    | Illusion (illusion)                                         | De l'album Relation                          | 5:41  |    |    |    |    |    |    |
| 9.    | On the Way to You (on the way to YOU)                       | Single de "Globe Featuring Keiko" / Outernet | 6:08  |    |    |    |    |    |    |
| 10.   | Megami (女神)                                               | De l'album Lights                            | 3:55  |    |    |    |    |    |    |
| 11.   | Inspired From Red & Blue (INSPIRED FROM RED & BLUE)         | Co-face A du 27e single / album Lights 2     | 5:33  |    |    |    |    |    |    |
| 12.   | Us (US)                                                     | De l'album Lights 2                          | 5:23  |    |    |    |    |    |    |
| 13.   | Departures (Arrival Version) (DEPARTURES (ARRIVAL version)) | Version remixée inédite du 4e single         | 6:22  |    |    |    |    |    |    |
| 72:08 |                                                             |                                              |       |    |    |    |    |    |    |